# 銃夢 LastOrder
『銃夢 LastOrder』（ガンム ラストオーダー、GUNNM LastOrder）は、木城ゆきとのSF格闘漫画で、『銃夢』の続編である。集英社の雑誌『ウルトラジャンプ』にて2000年から2010年にかけて100話を連載するが、『銃夢』新装版における台詞修正を巡る集英社法務部との諍いにより連載終了し、講談社へ移籍して2011年3月22日発売の『イブニング』2011年8号より連載再開、2014年1月28日発売の同誌2014年4号まで連載された。
後述する前作との区別のため、『銃夢LO』『LO』という通称で呼ばれることもあり、本項目でも以降、本作を『LO』、前作を『銃夢』と呼称する。
集英社より本編15巻、外伝1巻が発刊されていた。後に講談社より、UJ版コミックスの続きとして16 - 19（完結）巻および集英社初出分本編に短編読切を一本ずつ収録した「NEW EDITION」が全12巻刊行されている。

## 概要
本作の内容は、前作『銃夢』に引き続き、全身サイボーグで戦闘技能に優れた少女ガリィが、「機甲術」（パンツァークンスト）と呼ばれるサイバネティクス格闘技術を駆使してさまざまな強敵と戦うという、サイバーパンク格闘アクションとでも言うべきストーリーである。他惑星への植民、惑星改造、不老不死技術等のオーバーテクノロジーが実現された未来世界を舞台とする。
『銃夢』には本来「宇宙編」の構想があったものの、連載末期に様々な事情により連載の継続が困難になり、急遽物語に一応の決着をつける形を取って終了した。このため十分に回収されないまま残った伏線が多く、作者にとっても不本意な形での終了であった。その結末を「なかったこと」にし、ストーリーを分岐させて新展開を始めたものが本作である。
旧版の単行本9巻の155ページから直接LOの冒頭とリンクしており、愛蔵版の結末はこのつながりを考慮して、旧版の終幕部分を削除している。作者自身が明かしている通り、作品としては終了前既にガリィがザレム、イェールを経て宇宙へ行く「宇宙編」の構想があったが、人間としての限界の中で土壇場でネームを変更して「ザレム墜落」のエピソードを執筆したと語っている。そして、1996年から1997年にかけて執筆した外伝を機に別メディアで「宇宙篇」を描くことを構想し、それは1998年にPS版ゲーム『銃夢〜火星の記憶』として実を結ぶ。そして、完全版刊行を「宇宙篇を漫画として描く最後のチャンス」として、『銃夢 LastOrder』の連載に踏み切ったとしている。
『LO』連載に当たって、当時連載していた『水中騎士』の連載を一時中断するに至るが、あくまで水中騎士は「中断」であり、必ず結末を描くことをファンに約束している。『LO』執筆の理由は公式サイトに本人付けのコメントが記されており、具体的にはPS版ゲームで構想された「宇宙篇」を基にしている。
なお、副題の「LastOrder」は、劇中で主人公ガリィがある人物から「人類への最終指令」を下すエージェントの役割を託される事に由来する。

## ストーリー
ザレムでの混乱
『銃夢』の花崗岩堂での戦いにおいて一度は宿敵ディスティ・ノヴァ教授に勝利したガリィ。しかし、予備の脳チップにより復活したノヴァの罠によりガリィは殺害され、爆散した彼女の遺体の一部は空中都市ザレムに持ち込まれる。ノヴァはザレムにおいてガリィの脳組織を復活させ、宇宙兵器「バーサーカーボディ」を参考に彼が設計し開発したナノマシンベースの戦闘用サイボーグボディ「イマジノス体」を与える所から物語は始まる。だが、復活を果たしたガリィが目にしたのは、何者かに惨殺され放置されたノヴァの死体と、ノヴァ自身が彼女宛に残したインタラクティブメッセージであった。
思わぬ形でザレムへの進入を果たしたガリィ。しかし、前作の舞台であるクズ鉄町の人々から天上人の住まう楽園と考えられていたザレムでは、ノヴァが海賊放送で無差別に流したザレム人の秘密、「成人したザレム人の脳がマイクロチップ」であることを暴露したことにより、住民が暴徒と化していた。さらにこれを鎮圧しようとする治安維持マシーンと両者から身を守るために武装した子供らによる、三つ巴の殺戮と破壊が渦巻く混迷した状況を迎えていた。
ザレム人の友人ルゥ・コリンズの消息を確かめるため動き出すガリィの前に、量産型TUNEDの生き残りであるゼクス、ツヴェルフ、エルフ、そして再生したノヴァが姿を表す。戦いを挑んで来たゼクスを倒したガリィに対し、ノヴァは宇宙都市「イェール」を目指すことを告げる。その頃、子供達のリーダーであるジム・ロスコーがザレム人のさらなる真実を知り、ひそかに製造していた怪物・サチュモドでザレムを破壊し始めるが、ガリィによって鎮圧される。
サチュモドがガリィに倒されてから一週間。平穏を取り戻したザレムで、遂にルゥを発見するが、それは脳チップを取り除かれた肉体だけだった。ノヴァは彼女が成人した際に摘出された脳が「イェール」にある中央電脳「メルキゼデク」に取り込まれている可能性を示唆する。ガリィはそれが自分と出会う前のルゥだと知りつつも、彼女を蘇らせる為ノヴァ達と共にイェールへと向かう。
イェール潜入
イェールへとたどり着いたガリィたちの前に、 太陽系条約調停議会(LADDER)の議長補佐アガ・ムバディが現れる。彼はノヴァやロスコーがGENE計画によって意図的に生み出された存在であること明かす。直後、ムバディのハッキング能力によって為す術なく宇宙へ廃棄され、捕らえられたノヴァも脳チップ摘出されてしまう。
ハッカーであるピング・ウーに救出されたガリィたちは、偶然持っていた残りのノヴァの脳チップの譲渡を交換条件に彼の協力を取り付け、ザレム人の脳は「インキュベーター」という装置に集められており、それはイェール人の思想をコントロールする「ユナニマスシステム」の補助装置となっていることを知る。そしてルゥの脳を救出する為、10年に一度開催される「神羅天頂武闘大会（ZOTT)」に出場し、その隙を狙ってルゥの脳を救出することを決める。ガリィ達はLADDERに出席していた、火星のリメイラ新女王の船に密航するために忍び込み、一悶着ありながらもリメイラに歓迎されて宇宙コロニー「レヴァイアサン1」にたどり着く。
現在の宇宙ではナノマシンによる不老不死が実現しており、子供は生存権を認められていない。それを知らなかったガリィは迷子と勘違いした子供のジローを警察に届け、結果として彼を死なせてしまう。激怒したガリィは児童歩兵スクールのペイン大佐を殺害し、戦闘解放区に介入して各ポイントに立てられたフラッグをコンプリートする活動を始める。そこで同じくZOTTに出場する「空手連合」の刀耳と出会う。
ZOTT第1回戦、第2回戦
ZOTTとは、優勝者に独立国家権を与えるという大会だが、大国である金星共和国と木星系連邦しか優勝したことがなく、現在の目的は大国の威信を示すための模擬戦争、そして不穏分子を排除であった。
第1回戦では子供達を救っている「星の保育園協会」の代表チーム「ガントロール」とぶつかったガリィたち「宇宙天使隊（スペースエンジェルス）」。ガリィは大将であるカエルラとの戦いで、200年前に彼女に敗北した記憶を思い出す。それを知り運命を感じたカエルラはわざと敗北し、ガリィはメルキゼデクのキープログラム「ファタモルガーナ」を託される。
第2回戦の「星船教団（スターシップ・カルト）」とゼクスたちが戦っている最中、端末機器として復活した通称ポタ・ノヴァと共に、イェールに潜入を試みるガリィだったが、徐々に過去の記憶が蘇える。さらにかつての教官ツァイクロウが現れ、200年前にガリィがメルキゼデクへの破壊工作「マオヴルフ作戦」のためイェールに侵入したこと、その結果のちに「カムランの惨劇」と呼ばれる複数の宇宙コロニーが破壊されたこと、ガリィがカエルラに敗北し証拠が残ったことで機甲術門・グリューンタールが解体されたことが明かされる。事実を思い出し愕然としつつも、ツァイクを倒しイェール中央コアへとたどり着いたガリィは、ネットワークへと侵入し、その中に残された「マーリン」で過去の歴史を垣間見ることになる。
文明復興編
e.s.55年（西暦2011年）、太陽面爆発によって地球の電子機器が麻痺し、さらに小惑星の衝突によって「衝突の冬（インパクト・ウィンター）」が訪れた地球。当時ヴィルマと名乗っていたカエルラは、その夫であり同じ「血族（コグニート）」を率いるヴィクターと共に、雪に閉ざされた世界を旅していた。ある時、地下シェルターで暮らす人間のコミュニティを率いるコリン・ファレルとその息子のジョンと出会い、人類との共存を考えるようになる。しかし、彼らの裏切りに会ったヴィクターはジョン以外の人間を虐殺してしまう。さらに時が経ち今度はジョンの孫であるアーサーと出会う。彼らは小惑星衝突を予知した量子脳シミュレーター「マーリン」の復元を試みており、再び人類との共存を模索するヴィルマだったが、それを知ったヴィクターはアーサーの許嫁のハルカを殺害してしまう。人類を救うためヴィクターとの決別を決めたヴィルマは、死闘の末勝利するが、直後に長い眠りにつく。
眠りから覚めると、アーサーが人類のリーダーとして文明の復興を進めていた。ヴィルマは彼を影から守ることを決めるが、やがてアーサーは独裁者となって宇宙開発を強行していく。彼の真意を確かめようと問い詰めるヴィルマに対し、もう一度小惑星が衝突すれば人類は確実に滅亡してしまうことや、かつて二人の死闘を目にしたことをで人類にとっては「生存すること」が第一優先事項であると学んだことを告げる。そして人々が道を間違えた時のために、最終指令（ラストオーダー）を下す人類の後見人としてメルキゼデクのキーであるファタモルガーナをヴィルマに託した。
ZOTT準々決勝、準決勝
世界の成り立ちを知ったガリィの前に、ファタモルガーナを狙うムバディが現れる。ピングはガリィを逃がすために戦い再起不能に陥る。さらに、ムバディに寝返り二つの脳チップを手に入れたスーパー・ノヴァが現れ、ムバディが地上（くず鉄町）の再開発を名目に地上制圧部隊を編成していることを告げられる。町を守るためにZOTT優勝を目指すことを決意するガリィに対し、S・ノヴァはガリィがザレムから持ってきたPボックス内の謎の脳と、ルゥの脳の交換条件を告げられる。ここでPボックス内の脳がノヴァが黙って摘出したガリィの脳であることが明らかとなる。ルゥの救出に成功するも、今の自分がザレム人と同じ脳チップであることを知ったガリィはS・ノヴァのハッキング攻撃を受けてイマジノスボディが崩壊してしまう。ピングの友人、ロボットの王であるランダ・ナムナムによってガリィの脳チップが回収されると、そこにメルキゼデクのユニットの一つであるアーサーのヴィジョンが現れ、ガリィに呼びかける。
その頃、宇宙最強の空手家・絶火が参戦した空手連合は準々決勝に勝利し、宇宙天使隊も準決勝に駒を進めた。ゼクスの奮闘と、任務から戻ったザジの連携により追い詰められた木星系連邦は、決勝用の最終兵器「ツングースカ」が起動してしまう。ワームホールを内蔵し無尽蔵のエネルギーを秘めたツングースカの能力に劣勢に陥る中、デッキマン100号が投げ入れたファタ・モルガーナを取り込んだガリィの脳チップがナノマシン侵食によってツングースカを破壊し、ワームホールを取り込むと同時に復活を果たす。
ZOTT決勝戦
木星連合の敗北、そして想定外のガリィの復活を危惧したムバディは彼女達を再度葬ろうと企むが、ハッキング攻撃を受け付けないガリィに敗北し、絶火からも協力を拒絶される。ムバディは宇宙の安定のため、ガリィ達を衛星兵器「ダモクレスの剣」で葬ろうと画策する。
金星共和国に空手連合が勝利したことで、歴史上初の民間チーム同士の決勝を迎えたZOTT。その前日、ザジから火星にて謎の機甲術使い「フラウ・X」と出会ったことをガリィに明かす。その女性がかつての親友のエーリカであると気づいたガリィは、彼女に再会することを願い、決勝戦を迎える。
刀耳との戦闘の最中、木星系連邦がワームホールを通じてガリィの戦闘中に介入。そこで木星量子収束観測機「ユピタン」と出会う。世界征服を企むユピタンだったが、メルキゼデクからの提案により、どちらの予測が正しいか見届けるため、ガリィの復活に協力することを決める。そして自身の存在について問われたガリィは、長い逡巡の末、脳チップのまま生きることを決意する。彼らの秘密エージェント「Last Order」に任命されると同時に再び復活を果たす。
熾烈を極めた決勝は、ガリィは刀耳に、ザジは羅姦に勝利する。そして絶火がゼクスに勝利するが、乱入した絶火のライバル・呑破によって宇宙に飛ばされ、呑破が降参を宣言したことで宇宙天使隊が優勝した。
直後、ムバディは「ダモクレスの剣」の使用を決めるが、ピングが仕組んでいたユナニマスシステムを無効化するトラップが発動し、議長がムバディに反抗。ムバディが議長を殺害する様子が報道され、イェールでは暴動が勃発する。また、ダモクレスの剣はガリィと呑破の連携により、衛星の一部の破壊に成功する。逃亡するムバディは呑破に脳チップを抜き取られ、カエルラに引導を渡され宇宙に散った。
しかし、ZOTTの会場「オニオン・フレーム」がイェールから分離し、月衝突コースに入ってしまう。ガリィは全能力を使って衝突を回避するが、ガリィの姿は消えていた。
地上編
時は遡り、ガリィを探すフォギアは、ゼクスと対峙し右手を失う。自らの記憶を消し町医者となったイドと出会い治療を受けるが、ノヴァの信奉者であるリベットの妄言によって「イドの正体はノヴァ」という噂が広まり、ノヴァを恨む者達によって町は戦場となる。原子炉SLのメルトダウンという結末のスケープゴートとして処刑されそうになるも、イドの世話になった人々の助けによって町を脱出した2人は、道中でガリィが宇宙で戦っていることを知る。たどり着いたくず鉄町でケイオス達と出会い、彼らとともにザレムにたどり着く。そこではノヴァ・Xが彼らの命をかけたゲームをケイオス挑んでくるが、ノヴァの劣化クローンであるデコイ・ノヴァの手を借りたイドが、ノヴァ・Xが二度と復活しないように冷凍保存し、全員を救出。原子スープに還元されていたザレムの人々も復活させるとイェールへと向かうが、そこはイェール人の暴動を鎮圧したロボットとそのロボットたちを支配する王・ヘカトン（デッキマン100号）の独裁が行われていた。イドやケイオスたちと分断されたフォギアとコヨミはイエール脱出を画策していたレム・レイやヤニの協力を得て復活したゼクスと共に独裁を終了させる。100号が独裁に走ったのはインキュベーターに収容されたガリィを含むザレム人の脳が証拠隠滅のため極秘裏に処分されそうだったからであった。
フォギアはPボックス内のルゥの脳から彼女の再生に成功、同様にインキュベーターの中から救出されたガリィの脳から彼女も再生する。生身の肉体を手に入れたガリィはフォギアと再会を果たす。
そして、今の自分では果たせないフォギアとの再会の約束を、もうひとりの自分に託した脳チップのガリィは、火星のどこかに立っていた。

## キャラクター
以下に所属する組織・団体別に登場キャラクターを示す。

### 宇宙天使隊（スペース・エンジェルス）
森羅天頂武闘大会（ZOTT）に出場するために即席で結成されたチーム。当初は ZOTT のお祭騒ぎを利用してイェール最深部にあるコンピュータシステムにアタックを仕掛けるための目晦ましとして活動する。実際にはメンバー其々の思惑があって戦いに身を投じるが、最終的には「地上の独立自治権」を手に入れるための闘いとなる。
ガリィ
『銃夢』より続く本編の主人公。女性。火星に発祥した伝説の格闘技術「機甲術」（パンツァークンスト）の使い手。地上にてザレムのエージェント「TUNED」として活動していたが、ノヴァの思惑により新ボディ「イマジノス体」を与えられ、ザレムに降り立つこととなった。その際、脳をチップに換えられており、『銃夢』のガリィとは記憶を共有しているものの、オリジナル脳（旧作のガリィ）は健在である為、本作で活躍しているガリィは旧作のガリィと一線を画している。自分を庇って捕えられ消息不明となったTUNED時代の友人ルゥを救出することを第一目標として、空中都市ザレム・宇宙都市イェール・森羅天頂武闘大会（ZOTT）等において、再び戦いの中へ身を投じていく。朧げであった火星時代の記憶は宇宙世界での様々な体験から次第に蘇りつつあり、それに伴って失われた機甲術の奥義をも少しずつ使用可能になっている。イマジノス体の高ポテンシャル、高度の機甲術による格闘技術、地上での幾多の戦闘経験、さらに人々との触れ合いから得た精神力とにより、戦闘者として確実に高みに近づきつつある。しかし、火星での過去と現在の記憶という、2つの分断された記憶の間で常に揺り動かされており、過去の経験のフラッシュバックに襲われたり、大切な人々との絆に関する精神的圧迫に苦悩する場面も多い。
元々の名を陽子（ヨーコ）といい、火星でのテラフォーミング戦争の際に家族を殺害された戦災孤児である。自分を救ってくれた師・ゲルダの下で機甲術を修め、やがて秘密部隊「カンマーグルッペ」の一員として宇宙都市イェールの中央電脳「メルキゼデク」への破壊工作を行ったが、作戦後カエルラに敗れて捕縛され、大気圏投下刑に処された（この「墜落」が『銃夢』冒頭につながる）。なお、火星当時の実力は機甲術9位階のうち第6位の「戦職人（ゲゼレ）」だが、作中内での実力は第3位の「達人（マイスター）」に匹敵するまでに向上しているとされる。
ZOTT決勝戦の最中に電脳空間に飛ばされ、そこでメルキゼデクとユピタン、ふたつの量子観測機から現実世界への復帰と引き換えにエージェント「ラストオーダー」として指名される。復帰後、ZOTTに勝利し優勝を果たすが、ムバディがパージしたオニオン・フレームの月面落下をナノマシン侵食によって防いだ後、行方不明となる。
ガリィ（生脳）
前作「銃夢」ラストでノヴァのトラップに引っかかって爆殺される。脳組織の欠片の状態からノヴァによって再構築され、イマジノス体を与えられるも覚醒前にノヴァの気まぐれにより脳チップと換装され、脳自体はPボックス内に保存されていた。
イエールへの潜入作戦でS・ノヴァから聞かされるまでガリィ（脳チップ）もそうとは知らなかった。インキュベータ内のルゥの脳とトレードされインキュベータに収容される。
ZOTT決勝後、100号の手で守られていたが、イドの口利きで他のインキュベータ内の脳と共に肉体を再生され、フォギアと再会した。

ゼクス
ザレムの地上監察局によりガリィの能力・知識をコピーして製造された12体のアンドロイド「GRシリーズ」のNo.6で、自らのナンバーより「ゼクス（ドイツ語の6を意味する）」を名乗る。ガリィを模して作られたにも関わらず完全な男性人格を持つ。地上監察局の崩壊によりアイデンティティを失った彼は、戦いに存在意義を見出した。同位体であるGRシリーズを戦いの中で葬ることで自らを高め、エルフ・ツヴェルフ以外の残存していた全7体のGRシリーズを撃破する。その後、自らのオリジナルであるガリィを倒すべくノヴァのボディーガードとしてザレムに同行し、ガリィと交戦するも敗北。その際ガリィに諭されたことから、以後は単にガリィを越えるだけではなく、真の戦士として一本立ちすることを目指して己の理想を模索するようになる。元々戦闘用マシンである上に出生後2年にも満たないことから、当初は粗暴で情緒理解に稚拙な面が見られたが、様々な敵との戦いを通じて、精神的にも成長しつつある。
戦闘面では機甲術を基本に「第六攻撃（ゼクスト・アングリフス）」など独自の格闘術を模索しており、折り畳み式の巨大な両刃「ティタンブレード」を駆使して戦う。ボディはエルフ＆ツヴェルフとの戦いで失った右腕をソレノイド・クエンチガン（一種の電磁投射砲）に変形するものに改造した、TUNEDの制式ボディを使っていたが、後に強靭な「フィジロイ体」を入手し、その際に男性型のボディに変更する。ZOTTにおいては、ガリィの留守を預かり2・3回戦をほとんど1人で勝ち上がる等、能力には確かなものがあるが、人生経験の不足から信念を持つ相手と対峙して畏怖するなど、精神面では依然成長途上である。決勝戦でも絶火を相手に健闘するが、脇腹と顔面を破られボディが爆散、敗北した。
決勝後、ヤニの手で「ぷちゼクスサイズのフィジロイ体」を与えられ、100号とエルフ、ツヴェルフの独裁を鎮伏した。
ぷちゼクス
地上監察局のルゥのコンソールに設置されていたガリィ人形（インタラクティブ・インターフェース）をゼクス型に改造したもの。ガリィとの戦いで体が大破したゼクスの脳チップがはめ込まれ、一時期彼の本体になっていた。小柄で頭でっかちながら機甲術の技を使うことも可能。
ゼクスがフィジロイ体を手に入れて以降は本体とコードで接続されて意識を共有している。普段は左肩のアーマー内に隠れているが、本体が破壊された場合はバックアップにもなる。一見ただのマスコットだが、本体が視界を塞がれた際に目の役目を果たしたり、本体が縛られた際にストラップをニッパーで切断したりと、隠し腕的な活躍も多い。

エルフ & ツヴェルフ
ゼクスと同じGRシリーズのNo.11（エルフ）とNo.12（ツヴェルフ）。性格はガリィにもゼクスにも似ず能天気かつ享楽的で、常識的には理解し難いユーモアのセンスを発揮し、専らギャグパート担当となっている。常に2人一緒に行動し、基本的に外見上も額の識別番号以外に見分けがつかない。ノヴァのボディガードとしてザレムに同行し、ZOTTでは宇宙天使隊の一員として戦う。戦闘でもコンビプレイを行い、目に見えない極細の単分子ワイヤーで敵を切り裂くトラップ戦術を得意とする。（ゼクスの右腕を落としたのもこれ）地上監察局の指揮下でのGRシリーズの任を離れて以降、地上で歌姫として酒場でコンビを組んでいたらしく「歌って踊れる」殺人マシーンである。揃ってお洒落かつコスプレ趣味で、きぐるみからガリィの真似まで幅広いファッションセンスを発揮する。
エルフは二回戦で頭部を損壊、デロッシと『おそろい』にされてしまう。決勝前には（本人曰く試合前の緊張でテンパッテいた）羅姦に襲われて両者ともボディを破壊されリタイア。
脳チップ本体はペットロボであるキムピー(11)、キムポー(12)の中に移してあり、サイボーグボディは遠隔操作のスレイブ・ユニットとなっている。
決勝後、100号に（面白そうだから）協力してロボアジールを支配するが、復活したゼクスに鎮圧される。
ピング・ウー
イェール到着早々にムバディに捕らわれ宇宙空間に放り出されたガリィ達を救出した男。生身の人間だが左腕を失っており、手首から先の部分にAIを持つ義手「ケイル」を装備している。イェールを保守するロボットたちの王国「ロボアジール」唯一の人間として世捨て人のような生活をしていた。その正体は、かつてメルキゼデクにハッキングを仕掛け、不老不死技術を盗み出し世に広めた希代のハッカー「ウィーゼル」である。目的に突き進もうとするガリィに触発され、錆び付いていた野心に再び目覚める。表向きは「ノヴァの脳チップ」「Pボックスの中身」を報酬に、ルゥを救うガリィの計画に協力を申し出て、様々な後方支援を担当。ガリィの動きに気づいたムバディに電脳戦を挑み、右腕と左足を失う瀕死の重傷を負いつつもガリィ達を機密区画に送り出した。
決勝戦の5日前に仕込んだ「フォークス・ウィルス」によってユナニマスを停止、同時にムバディのアンフェアな行いをリークする事によって一矢を報いた。
ディスティ・ノヴァ
『銃夢』から登場するザレムを追放されたマッドサイエンティスト。「業子力学」という独自の情報理論のもと様々な発明を行っている。前作のクライマックスでガリィに一旦は敗北したが、その後腹部に仕込んだ己の記憶をバックアップした脳チップを元に復活。ガリィを罠にはめて殺害する。その後ザレムに招聘されて帰還する際に秘密裏にガリィの脳組織を持ち込み、戦闘用サイボーグボディ「イマジノス体」を与えて復活させる。非常にきまぐれで、己の知的欲求のためなら人体実験も大量殺戮も他人の精神的傷を責めることにも全く罪悪感を見せる事がなく、彼にとっては自分を殺害しかねないガリィですら業子力学上の観察対象でしかない。その一方で、ノヴァ自身もLADDERによって人為的に生み出された存在であり、精神的自由を求めて葛藤してきたことが明らかにされる。ガリィやジム（サテュモド）に対して年長者らしい諭旨を与える場面もあり、単なる考えなしの狂者ではない。
もともと2つの脳チップ（頭蓋内部と、腹部に設けたバックアップ）を体内に持っていた上、ザレムに帰還後に本体が死亡すると自動的に原子レベルからの復活を行うプログラムを実行するナノマシンを空気中に散布したため、記憶・経験の異なる複数のノヴァが同時に複数名この世に存在するという混沌とした状況が起こっている。現在、ザレムで再生したノヴァ・Xと、ムバディと組んでガリィを狙うスーパーノヴァ（後述）の2人が生存している。ピングとはテクノロジーを玩具代わりにするところでどうも気が合うらしく、「ポータブルノヴァ（通称ポタノヴァ）」というインタラクティブ装置に脳チップを組み込まれた存在が行動を共にしていたが、スーパーノヴァによって破壊された。まだ予備チップがひとつ残っている筈だが、所在不明。
デッキマン100号
『銃夢』に登場した10番系のデッキマンを単独行動可能な仕様にノヴァが改造したもの。イマジノス体の予備細胞を体内に備え、ガリィの体の整備・補修を行わせるために作られた。またエルフ・ツヴェルフのボディも修理することができる。ガリィを「ご主人様」と呼んで忠実につき従う。頬ぶくれで、語尾に「ぢゅ」がつくのが口癖。イマジノス体の補修には大量の電力が必要となるらしく、これを蓄えるためのコンデンサも内蔵しているが、フル充電しようとすると小都市が丸ごと停電するほどの「大喰らい」である。
決勝後、「ヘカトン」を名乗ってロボアジールを支配し、イェール全体を掌握するが、それはガリィから託された物を守る為だった。
ヤニ
スペースコロニー「レヴァイアサン１」在住のサイバネ技師。ゼクスと絶火の使うサイボーグボディ「フィジロイ体」の開発者でアフターサービス兼優勝後に名誉国民として税金免除での保護を交換条件に協力する。ゼクスや絶火からは「ぢぢい」と呼ばれる。
LADDER及び軌道連合政府によって民間特許には莫大な税金がかかる為、開発した技術も大半が公表できず貧乏暮しをしているらしい。典型的な職人系頑固オヤジだが、自ら製作したフィジロイ体の使い手であるゼクスや絶火を息子の様に感じている。
デロッシ
ヤニの助手。技術そのものは並の技師を上回っているが、のんき者で独立の気概に欠ける部分がある。
マルチン・ツァン
宇宙天使隊のスポンサー。「レヴァイアサン１」の取引を仕切るディストリビューターで元はピングとコンビを組んでいたハッカー『スカンク』。

### LADDER
太陽系条約調停議会（ LADDER ）とは、空中都市ザレムと軌道エレベータで直結された宇宙都市「イェール」を本拠とする議会。議会直轄部隊「NEW ORDER」を持つ。
アガ・ムバディ
LADDER議長補佐。頭蓋内に自らの脳の他に3人の天才の脳チップを備え、「三重の者（トリニダード）」の異名を持つ。かつて作中の軍事・警察機構 ORDER の隊長として数多の犯罪者と戦い、現在の LADDER を作り上げた作中世界の権力機構の象徴とも言える人物であり、イェールなどではヒーローとして称えられ、その活躍は『宇宙ムバディ』として多分の脚色を加えられてメディア化されている。
世界の秩序と平和を真に願っているが、同時に不老不死技術により極度に保守的・停滞的な思想が蔓延する現在の世界を作り上げた人物でもあり、この点からガリィやピングと敵対する。
天才的頭脳に加え、サイボーグ含むあらゆる機器に侵入し自在に機能低下や強制操作・機体破壊を行える電子ハッキング能力を有しており、肉体的にもヨーガとカラリ・パヤットの達人であるなど、全方面で隙のない戦闘能力を誇る。
ZOTT決勝を終えたガリィらを超兵器「ダモクレスの剣」で抹殺しようとしたが、呑破に阻止された上ピングの策略で失脚、脳チップをも抜かれてしまう。ZOTT会場である「オニオン・フレーム」をイェールからパージして逃亡する時間を稼ごうとしたが、最期はカエルラに頭部を寸断され、宇宙のチリと消えた。
ヤジニーク
LADDER議長だが、脳に埋め込まれた『調停機』でムバディの操り人形と化しており、あくまで表看板に過ぎない。
ZOTT決勝戦にてピング・ウーの策略で自由意志を取り戻し、ムバディに反逆。恫喝に屈せず議長としての矜持を見せ、カラリ・パヤットで捻り殺された。
この光景もリークされ、ムバディへの断罪を求める行動に変化したが、長年ユナニマスによって意識を制御されていたイェール人はその激情を抑えきれず、暴動に発展。各コロニーの生命維持機能まで破壊しかけたところを100号が掌握したロボットたちによって鎮圧された。
モゼレーカチェ
ザレム‐イェールの対面側にある「もう一つの軌道エレベーター」の宇宙都市『ツィグ』代表。
ローヒアー
軌道連合体経済担当相。
ポンポナッツィ
ルナコロニー代表。
フルニエ
金星共和国代表団長。登場時は前任者が死亡してからの新任であり、会議出席者に金星特産の「食用児」のローストを振舞った。
ドウトゥロフ68
木星系連邦代表団長。会議では何かと言うとフルニエと対立している。
ツァイク
LADDER直轄の軍事・警察機構 NEW ORDERの少佐。
ガリィがおよそ200年前に陽子として活動していた頃、火星の機甲術使いの暗殺部隊「カンマーグルッペ」で教官を務めていた男で元機甲術・マウザー派上位戦士。当時は『闇烏(ラーベ)のツァイクロゥ』と呼ばれていた。陽子に作戦完了後に自爆を強制し、それを拒否した陽子をクズ呼ばわりする一方、自らは生きながらえてムバディの手下になっていたことから、ガリィの怒りを買う。メルキゼデクの警備をしていたところを侵入したガリィと200年ぶりに再会、ガリィに失われていた過去を明かす。上位戦士だけあって機甲術の腕前も立ち、微小な大きさの爆弾を相手の体に大量に付着させて爆発させる「近接爆弾術（クルツボムベクンスト）」でガリィを苦戦させる。しかし成長したガリィの技には敵わず敗退、命からがらムバディの元に逃げ帰ったがピングによって気を失っている間に報告の機を逸してしまい、返って逆鱗に触れる結果となった。現在、スーパーノヴァに所有されている。
NG第五小隊
ステルス兵団所属の警備兵四名。所謂やられ役で、絶火が暴れるシーンで巻き添えを受けて背景に転がるステルス兵は殆ど彼らとの事。実は自らの作中における存在理由を知っており、最期は従容として死地（ムバディ捕縛の任）に赴いた。

### 火星王国議会派
火星に複数存在する勢力のひとつで、国家政策として不老不死化を否定している。このため児童歩兵の保護に努めたり、行き場を失った星の保育園協会の亡命を受け入れ等の活動も行っている。専ら実権の無い弱小国ではあるが、LADDERによって宇宙条約上の正当性を唱えられており、外交力だけで自治権と中立を保っている。
リメイラ
火星王国議会派の新女王。暗殺された父王リームズィンに代わり王位に就いたばかりである。常にケーニッヒという名のクマのぬいぐるみを手放さない。ケーニッヒは生きているかの如く話しリメイラと会話もするが、これはリメイラ自身による腹話術と説明されている。明るく無邪気、世間知らずな女性に見える一方でケーニッヒを使って話す言葉には深い洞察がこもっており、一流の論客としての一面をムバディに感じさせる。
ザジ
リメイラのボディーガードを務める女性兵士。リメイラには命を懸けた忠誠を誓っている。ペイン大佐の経営する児童歩兵スクールを生き残って卒業した人物で、銃火器の扱いと軍隊格闘術の名手。その経歴から児童虐殺政策にはリメイラ以上に強い嫌悪感を持っている。児童歩兵達の虐殺を少しでも遅らせるためにガリィが立ち上がった際には、進んで協力を申し出た。銃火器の扱いに関して熟練の職人的な技能を持ち、宇宙空手連合軍との遭遇時には鳳眼を破った。戦闘に対しては合理的で冷徹なため、一見ドライで人間兵器のような印象を与えるが、自身曰く「帽子集めが趣味」でカメラで撮影されると極度に緊張するなど、愛嬌のある一面を見せたこともある。ZOTT準決勝では孤軍奮闘するゼクスの元へ救援に駆けた。
火星オリンポス宇宙港奪回作戦で接触した機甲術の使い手「フラウ・X」に時限炸裂式の「伏打」を打たれ死にかけるが、ガリィによって解除される。

### ガントロール
星の保育園協会（S.N.S/ステラ・ナーサリー・ソサエティ）は、同世界では不老不死技術の発達から人口抑制政策もあって違法とされる子供（児童）を保護し、15歳になるまで養育を行っている団体。
カエルラ・サングウィスによってes.494年（2450年）に設立された。こういった児童らは作中世界では簡単に処分されてしまう存在であり、こういった権力側の弾圧に対抗して武装組織ともなっている。多くの武人を擁しており、一介の保育士であっても相当な体術を心得ている。ガントロールとは彼らの母艦の名であり、そのままZOTT参加時のチーム名でもある。宇宙天使隊と2回戦で対戦する。
宇宙天使隊に対して副将のツァンまで敗退したことでプランBに移行。「大会中出場チームの安全は認められる」のを利用し、カエルラの大将戦の最中、イェールを脱出。受け入れを認められた火星王国議会派の待つ火星に向かった。
月門（ゲット）
星の保育園協会代表チーム「ガントロール」先鋒。星の保育園協会の保育士ではなく、雇われの用心棒らしい。相手の攻撃を無効化する電磁障壁と四肢末端のブレード、そして宇宙艦をも両断できる大剣「DIZASTER」を使って戦うが、ゼクスらに敗れる。しかし歴戦の勇士だけが持つ言葉の重みにもより、ゼクスが精神的に成長する一助ともなった。
虹猿（コーエン）
ガントロール次鋒。月門のサポートを行う猿型のサイボーグ（またはロボット）。胸部の回転機構と単分子棍棒「金剛棍」で戦う。月門の電磁障壁を無効化して自在に出入りできることをゼクスに利用され、月門と共にブレードに貫かれ破壊された。
ニッツ
ガントロール中堅。星の保育園協会の保育士。親子二代でレイルマンと呼ばれる港湾労働者出身で、両腕に装備したリニアレールから超音速カタパルト式の剛拳が放てるボディを纏って戦う人間マスドライバー。叩き上げの父親・ライプと違って性格的には温和で真面目と戦闘経験においては未熟だが、子供を守るための強い忍耐のもとゼクスの右腕を破壊するなど、ギリギリまで追い詰める。ゼクスとの壮絶な撃ち合いの末に胸部を貫かれて敗れるが、意識を失ってもなお倒れる事のない姿はゼクスに敗北感を覚えさせた。
クー・ツァン
ガントロール副将。星の保育園協会の保育士にして、児童虐殺政策の脅威に晒されている子供達を救い続けている女傑。中国拳法の八卦掌を無重力空間向けにアレンジした格闘技「アハトマスターデ」を操る。1人でエルフ、ツヴェルフ、ゼクスの3人抜きを演じるが、ガリィの機甲術の前に敗れる。
es.496年にSNS入りした古株で組織内ではカエルラとは一番長い付き合い。サヤを始め、多くの子供たちから母として慕われている。SNSが誇る強襲揚陸保育園バス「ガントロール」の船長。
カエルラ・サングウィス
ガントロール大将。星の保育園協会の創設者にして理事長だが、子供達からは怖がられている。「カエルラ・サングウィス」は現在名乗っている偽名で、本来の名はヴィルマ・ファキーリ。現代文明が崩壊し、『銃夢』の作中世界に到達するまでの経緯を描いた「文明復興編」の主人公でもある。
実は700年以上を生きているV型ウイルス発症者、いわゆる吸血鬼で、1808年ハプスブルク帝国生まれ。小惑星衝突によって一度滅ぶ前の現代文明、そしてザレムやイェールの建設経緯を知る唯一の生き証人である。小惑星衝突により地球全体が冬に閉ざされた際、夫ヴィクターら吸血鬼の仲間と共にわずかに生き残った人間を狩り進む道を採る。しかし、深手を負ったところを人間であるジョンに救出されたことをきっかけに、人間との調和の道を模索しはじめる。最終的にはあくまで人間と対立しようとするヴィクターと袂を分かち、死闘の末に彼を倒した。その後はジョンの子孫アーサーを影から守り続け、老齢の彼から人類に「最終指令（ラストオーダー）」を下す後見人に任命される。
吸血鬼の強靭な肉体と常人を越えた動体視力・反射神経に加え、あらゆる拳法や剣技をマスターしており、2本の中国剣と様々な暗器、拳法を駆使して戦う。豊富な戦闘経験から、周囲の環境・相手の性格まで考慮して相手の行動を数手先まで完全に読みきることが可能で、ムバディをして単純な戦闘能力だけで彼女に勝つことは不可能と言わしめるほど。
星の保育園協会を設立する以前es.386年（2342年）にガリィ（当時は陽子）を破っており、彼女が大気圏投下刑に処されクズ鉄町に辿り着くことになった要因となる人物である。ZOTT1回戦で再びガリィと相対した時も、生身の相手と高をくくっていたガリィを圧倒するが、戦いの中でガリィに可能性を感じ意図的に敗れる。その際、ガリィにかつてアーサーから託されたコンピュータプログラム「ファタ・モルガーナ」を渡している。
サヤ
ガントロールの控え選手で、「合機柔術」の使い手。ただし戦闘用のサイボーグボディは有しておらず、生身の人間である。星の保育園協会の保育士。重力下では偶然に見せかけ金星の巨人を軽くあしらうなど、結構な格闘技能の持ち主で、柔和な性格もあって子供らにも懐かれている。
勝負事に関しては執念深いタイプでZOTT決勝戦では空手軍を応援していた。

### 月船教団
月船教団（スターシップ・カルト）はバネ足ジャックにより設立され、月面都市を中心に活動していたサーカス団だった。しかし後に団員メイザース・フーフォンによりカルト団体化し、集団自殺や殺人教唆を行ったため指名手配されている。宇宙天使隊と3回戦で対戦する。
ベーコン
月船教団先鋒。人間大砲の異名を持つが、1回戦の相手「キーツ」との戦いで死亡。以下は2回戦以降のオーダーである。
ダルバンガ
月船教団先鋒（繰り上がり）。インド式暗黒マジックの使い手で、エルフ・ツヴェルフを相手に観衆全体をも巻き込んだ集団催眠を引き起こすほどの催眠術の使い手。しかし戦闘に関しては素人のようで、2人が張っておいた単分子ワイヤーのトラップにあっさり引っかかって敗れる。
リリー
月船教団次鋒。星の保育園協会の卒業生である。非常に高い被催眠性を有し、ジャックの声に合わせて体質を自在に変化させることができる。その再現性は生身の体でゼクスのブレードを受け止めたほど。ジャックの声帯模写を行ったゼクスによってプリンに変えられ崩壊した。
バネ足ジャック
月船教団中堅。本名モロネヴ・メンヒル。星の保育園協会の卒業生（es.560年（2516年）卒・46歳）であるが、社会に敗れ絶望的な無力感を味わっていた。その後己の内面に響く神の声に従い月船教団の前身のサーカス団「フェノメナ」を創設した。刹那的・厭世的な性格で、ガントロール時代の恩人であるはずのクー・ツァンらに道化と化した自分の姿を見せるのを楽しみにしていた。
会話から相手を暗示に落とすのが得意のようで、イカサマのロシアンルーレットを引かせてエルフを撃破。ツヴェルフも催眠で無力化しリリー同様に自分の武器として利用した。だがゼクスには通用せず、ブレードで両断されて倒される。
メイザース・フーフォン
月船教団副将（実質的な大将）。もともと人体実験に使用するために作られた子供であったが、事故で研究員がほぼ全滅した後に脱走した。あても無くさまよっていた所をバネ足ジャックに拉致される。「MC/ムーン・チャイルド」と命名されるも、後に「フーフォン」の名を与えられると、突如覚醒して逆にフェノメナをのっとり、現在の月船旅団に再編成した。マインド・コントロールにより多数の女性信者を引き連れ、時には彼女らに集団自殺をさせることも厭わない危険な人物。自称「メスメル流幻術」の使い手で、観衆全体を集団幻覚に陥れ、ゼクスにも幻視・幻聴を仕掛けて自刃に追い込んだ。さらに、観客までも無差別に人体自然発火で殺害する催眠技「アンダーソン局在」で会場をパニックに陥れたが、ゼクスに手甲の反射によって本来の位置を見破られ撃破された。
実はゼクスと交戦していたのは操られた影武者で、真のフーフォンは会場内に潜み様子をうかがっていた。影武者を遥かに上回る強大な精神攻撃を操るが、ムバディには通じず倒された。
ミーシャ
月船教団に洗脳され、同行していた女性信者の一人。フーフォンの命令で他の信者と共に自殺しようとするがゼクスに止められる。フーフォンとの対戦後教団側の五人目の選手としてエントリーされていたが、ゼクスが対戦を拒否し、彼女自身も降参した為そのままタイムアップ、試合結果は「3-1」で終わった。

### 宇宙空手連合軍
宇宙時代における空手道は、サイボーグ対サイボーグ武術へと発展されている。全長5-6ｍ前後の大型ボディを生かしたフルコンタクト空手やキックボクシングの流れを汲む流派が多数派だが、超電磁空手など沖縄古流空手を源流とする流派も存在する。
刀耳（トージ）
宇宙空手連合軍のリーダー。「虐殺士」の称号を持つ超電磁空手八段位。巨躯ならではのパワーと外見に似合わない身の軽さを兼ね備え、試割りでビル120階を粉砕する「超電磁逆突き」などを使いこなす。正々堂々とした実直・求道的な性格。
人権のない子供たちが空手を学べない現体制を憂慮し、老若男女分け隔てなく諸流派の空手を修業できる「空手星」を作らんと、超電磁空手の方針に背いて宇宙空手連合軍を結成、ZOTTに参加する。本大会前に戦闘解放区での肩慣らし中にガリィらと対決、意識を失ったガリィを殺害するチャンスを得るが自身の敗北を認めて手を下さずそのまま帰し、ガリィと互いにライバルと認め合った。本戦が開始し絶火がチームに合流した後、絶火の「真の突き」を通じて祖師・呑破が憑依、呑破との無自覚な会話の中で本当の意味での「強さ」を求めていくようになる。
決勝戦でのガリィとの一騎打ちでは奥義「豪鼠天敵殺し」を開眼、憑依した呑破の動きを無意識にトレースすることで絶火も驚愕するほどの身のこなしを見せるも最後は敗れ、危うくとどめを刺されるところを実体化した呑破に救われた。
絶火（ゼッカ）
「伝説の拳豪」として知られる空手家。呑破と共に、生身の人間が使う空手を知る最後の人物（カラテマスター）から首里手の教えを受け、サイボーグ用の空手を発展させた一人である。ゼクスと同じフィジロイ体の持ち主で、何者にも属さず政治信条もなく「男のロマン」を追い求める極めて自己中心的・豪放磊落な性格をしている。その実力は極めて高く、第2回ZOTTに参戦し呑破と対戦した際はお互いの技のぶつかり合いで会場が崩壊し、その余波が遠く離れたザレムのチューブを切断したほどである。
「屠竜の技を完成させよ」という師の遺言を守り、強烈な連続技から反物質を込めた右拳で全てを破壊する「屠竜破骨」を編み出したが、並の相手は牽制の初撃（下段足刀蹴り）で即死するため、かつて出し切ったことは一度もない。また反物質を生成する為の粒子加速器「丹田炉心」を組み込んだ結果、ボディのバランスが非常に繊細な物になっている。
刀耳から大会参加の招集を受けるもレベルの低い戦いに気乗りがしていなかったが、ゼクスの能力に興味を持ち勢いで大会参加を了承。群を抜いた戦闘力を発揮しアノーマリーやガルガンチュアを圧倒、決勝戦でも苦戦の末にゼクスを粉砕して勝ち残る。その後刀耳から離れ実体化した呑破と対決、屠竜破骨を出し切るも是空掌によって反物質を右腕ごと宇宙の彼方に飛ばされ、直後に自身も是空掌で月面にワープさせられ、敗北した。
破壊や殺人を一切厭わない気質のため周囲からは危険人物扱いされているが、本人は戦いに関して悲壮感や憎しみを抱いておらず、技を振るえることを純粋に喜び楽しんでいる。
呑破（ドンファー）
絶火の相弟子。カラテマスターより那覇手を授かった後、超電磁空手を創始し宇宙最大の空手団体へと育て上げた。絶火と互角の実力を持ち、宇宙海賊を相手に一撃虐殺を成し遂げたこともある。「星拳」の異名で知られる。伝法な口調で大らかな性格をしている。
超電磁空手を引退した後、出家して仏門に入り、修業の果てに「即身物」となった。しかし死亡したわけではなく、その体に搭載されたD-リッパー装置のために別の次元を行き来できる特異体質となり、ワープや実体化・非実体化を自在にできるようになっている。
師が今際の際に残した「戮虎の拳を編み出せ」という遺言を守り、敵の攻撃や敵自身を遠く離れた場所へとワープさせる右掌「是空掌」と、ブラックホールを生み出し全てを破壊する左拳「是色拳」を完成させた。ZOTT決勝戦終盤に突如試合場に出現、ガリィにとどめを刺されそうになっていた刀耳を守り、是空掌によって絶火との宿命の対決を制した後、ダモクレスの剣を是色拳で破壊。ムバディの脳チップを奪い、ガリィに「想像力の制御」というアドバイスを伝えたのち、ペイン大佐の思念体を無理矢理引き連れて別の次元へと旅立っていった。
絶火に対しては、その自己中心的な視野の狭さを嘆く一方、空手家としての天賦の才能と「男のロマン」を求める単純な生き方が羨ましかったと語っている。
汰羅刃（タラバ）
上地流の流れを汲む超甲殻空手の達人。自分の身体をコイルにして周囲に磁界を発生させる防御法「超甲殻三戦法」は、攻撃した側の拳足が破壊されるほどの圧倒的な防御力を誇る。
刀耳の空手星構想に共鳴し、リザーバーとして宇宙空手連合軍に合流。準決勝の金星チーム戦にて、刀耳に擬態したオムデュフーに不意打ちでプラズマ毒を撃ち込まれて致命傷を負い、最後はオムデュフーをひとりの武人と認め正面から立ち合い死亡した。超甲殻三戦法は、不完全ながら刀耳に受け継がれている。
羅姦（ラカン）
徹甲館空手の使い手。指先に劣化ウラン弾芯を仕込んで貫手として用いており、更にポロニウムを加えて毒手としている。各種銃弾に対する防御を得意とし、動作によって生み出す衝撃波や身に着けた防具「外道輪」で銃弾を防ぐだけでなく、正確かつ高速の貫手「弾心徹し」で飛来する銃弾の軌道を逸らす。外道輪を外して身を軽くすると、常軌を逸した超高速戦闘「変態飛攻」が可能となる。
かつては銃弾掴みでの演武で知られる温厚な空手家だったが、友人にそそのかされた息子に頭部を撃たれて脳が損傷、一命は取り留めたものの人格が豹変し、婦女の暴行と殺戮を好む殺人鬼となった。その高い実力と奔放な生き方を絶火に評価され、リザーバーとして宇宙空手連合軍に編入。ZOTT決勝戦にてザジとの一騎討ちを行い、超人的な身のこなしでザジを追い詰めたが、オスミウム弾により弾心徹しを破られて四肢を撃ち抜かれ、最後は肛門から撃ち込まれた銃弾で脳を破壊されて死亡した。「変態」と言うある意味筋を通した生き様は「漢のロマンの残骸」と評された。
牙鼻人（ガヴィト）
宇宙空手連合軍初期メンバー。我道会所属。背部に備えた打撃（ヒッティング）タービンによって毎秒40発に達する連打「ファランクス」を得意とする。スカラベのようにあらゆるものをダンゴのように丸めてしまう癖がある。
戦闘解放区でガリィと交戦し、挑発に乗ってリミッターを解除し、毎秒400発を実現した「ファランクス・アフターバーナー」を繰り出すも、カウンターを取られて敗北し死亡した。
鳳眼（ホーガン）
宇宙空手連合軍初期メンバー。忍術と空手を組み合わせた「冴天狗流空手」の相伝者。猛禽類のような外見をしており、空中戦や奇襲を得意とする。
戦闘解放区でザジと交戦、電磁気による防壁で銃撃を無効化していたが、地雷と非金属兵器の前に敗れた。

### 木星系連邦
木星系連邦は、太陽系において金星共和国と双璧を為す大国である。木星を球殻で包むトポスフィア（未完成）やガリレオ衛星、さらにトロヤ小惑星群を領土とする広大かつ豊かな国で、現実の共産主義国家をイメージさせる全体主義的な描写が多い。小惑星帯や火星、土星の衛星群の支配権を巡り金星とは対立関係にある。全住民にサイボーグ化が義務付けられており、人間はもちろん猫や牛まで多面体型のロボットのような姿をしている。ZOTTには大国の威信を賭けて参加しており、Aブロック準決勝からシードで出場、宇宙天使隊と対戦した。過去5回の優勝経験を持つ。
ウォーメン609
国家予算をかけて完成された、木星系連邦ZOTT代表選手。直径50メートル、体重500トンという大会規定上限きっかりの巨大な球体で、入れ子式に第二〜第五形態が内蔵されている。
ウーバーノート
ウォーメン609第一形態。戦術は三段階に分かれており、まずブロック状のポリマーキャプチャーをほぼ無限に生産して対戦相手の移動を封じつつ、金属ヘリウム弾頭ミサイルで攻撃。次いで相手が上記に対処している隙に闘技場の土を吸いつけ、厚さ50メートル以上の追加モルタル装甲を形成。最後に肥大した装甲を利した回転技「ユピテルミキサー」で闘技場内の全敵を殲滅する。ユピテルミキサー唯一の死角である頭上を突かれ、ゼクスのエクスパンド・パンチで大破した。
ヴァイナーバリェーツ
ウォーメン609第二形態。浮遊する巨大な機関砲で、EMPネットで対象の動きを封じつつ、対電磁100ミリラムジェットAPFS弾を乱射する。上空からの徹底的な砲撃でゼクスを追い込むが、ザジにバーサーカー細胞と「崩壊弾（ディケイダー、旧作における「細胞破壊体(コラプサー)」）を撃ち込まれ崩壊。その際、第三、第四形態も姿を見せる事なく撃破された。
ツングースカ
ウォーメン609最終形態。連邦が開発中の次世代歩兵のプロトタイプ。国家機密であり、本大会中にこの形態を見せるまで追い込まれる事は想定していなかった。前形態に比べると遥かに小型（数メートル程度）だが、体内のワームホーム炉がトポスフィアの軌道ダイナモと繋がっており、無尽蔵のエネルギーを使用できる。その巨大なパワーを使った絶対勝利民族浄化光線砲「木星（ユピテル）ビーム」は、5重に防御され核爆発にも耐える闘技場のシールドを易々と貫通し、観客席を両断するほどである。また、運動エネルギー攻撃はワームホール炉を通じて回生ダイナモに吸収され、ゼクスのエクスパンド・パンチをも無効化できる。ファタ・モルガーナを取り込んだガリィのナノマシン攻撃を受け、ワームホール炉を取り込まれてバラバラになり、敗退した。
チェルノブ727
木星代表広報官で階級は少佐。Aブロック準決勝の実況席に特別ゲストとして招かれる。ウォーメン609の解説をしていたが得意絶頂になっている時にツングースカの木星ビームの直撃を喰らって死亡。なお示威のために屈強な人型ボディを実装しているが、とある誤解のためパンツ一丁である。
チェルヴィ
チェルノヴ727の飼う愛猫。「木星ビーム」の直撃は回避したが、準決勝後は引き取り手がなく捨て猫になった。

### 金星共和国
金星共和国は、太陽系において木星系連邦と双璧を為す大国である。資源が乏しいため微細加工技術が発達しており、ナノテクノロジーが大幅に制限されてからはバイオテクノロジーが極めて高度に進化した。その技術は「バイオプリンター」と言う機械で脳髄のみの状態からでも遺伝子情報から10日ほどで全身を再生することが可能。
住民たちは皆、ハンプティ・ダンプティのような姿に自身を改造しており、人間を含む様々な生物を遺伝子改造することで食材、家具から乗り物まであらゆる用途に使っている。テラフォーミングに必要な資源を巡って、木星系連邦とは対立関係にある。ZOTTでは大国の威信を示すため、Bブロック準決勝からシードで出場、過去4回の優勝経験を持つ。木星系連邦と違い自由競争主義を基本としているため、ZOTT出場チームはプレ大会「金星杯」を行って決定する。
ピサロクリエ・ド・ヴィーヴル
ZOTT金星代表チーム「ゲノム王国」のリーダーで、金星の大企業「ヴィオヴィービル社」に所属するチーフ・ゲザイナー（遺伝子デザイナーの意）。自身の肉体を人工生物の群体で構成しており、金星人離れした風貌。その技術は卓越しており、自作した戦闘生物で前回ZOTT優勝チーム「レ・ベヘモス」を金星杯で破り、ZOTT本戦出場を決めた。宇宙天使隊がAブロック準決勝に勝利したことでもみ消しにかかったムバディに優勝チームが（表向き「存在しない」とされる）地上のクズ鉄町を手に入れられると提案した。勝利するためならどんな手段も厭わぬ無情な性格だが、後にそれが自身に災いする事になる。
オムデュフー
ゲノム王国主将。狼男風の人工生物で、絶火の遺伝子を利用して作られている。幼名はイグレックだが、熾烈な選別を経て生き残り、「火の男（オムデュ・フー）」の称号を授かった。ピサロクリエの命を受け、卓越した知略でチームを率いる。自分の世話をしてくれたオランプにある特別な感情を抱いている。
ビゴルヌ
ゲノム王国第一の生物。ティラノサウルスの様な姿をした数十メートルの怪獣。全身から生体ミサイルや刺胞を発射するほか、鱗は爆発反応装甲と化している。しかし汰羅刃の空手には通じず、一撃で全身を粉砕された。名前の出典はフランスに伝わる同名の妖怪から。
シッシュファス
ビゴルヌと対の生物。強力なフッ化重水素レーザー「フランベット」を発射する。出典はビゴルヌ同様。
アルデュイナ
ゲノム王国第三の生物。ビゴルヌらが時間稼ぎをしている間に地下で成長し、最終的には闘技場全体を飲み込む巨大生物となる。大規模な消化器官や刺胞を備えるほか、オムデュフーの指令であらゆる物に擬態可能。出典は同名の地母神から。
ガルガンチュア
ゲノム王国最終生物。樹木様の巨大な人型生物で、オムデュフーとアルデュイナが「接木」を撃ち込まれ変形した姿（正確にはこの接木が第五の選手扱いとなる）。圧倒的な体躯を生かし、闘技場ごと宇宙空手連合軍を蹂躙せんとした。寿命は2時間（このため、未登場だが同戦力の控えメンバーが存在する）。出典は同名の巨人から。
オランプ
イグレック時代のオムデュフーを教育していた女性型アンドロイド。一度破壊されたが、オムデュフーの戦意高揚のため復元された。温和な性格で、闘争を理解できない。なお女性キャラ随一の巨乳。

### 血族
血族（コグニート）は、作中における吸血鬼の呼称である。本作中では、吸血鬼はある致死性の高い特殊な感染症をもたらすウイルスに感染し、それを耐えて生き延びた者が身に着けた特異体質として説明されている。吸血習慣・不老・超人的な筋力、感覚、特殊能力を有する。あくまで人間であるため不死ではなく、十字架やニンニクに弱いといったこともないが、生殖能力を喪失している他、日光に対してアレルギーを持つ。ヴィルマ・ファキーリ（＝カエルラ・サングウィス）を主人公とし、現代文明と作中世界を繋ぐ時代を描いた「文明崩壊編」（単行本8・9巻）の登場人物群である。
ヴィクター・バイロン
強大な能力を持った血族の長。長身・長髪、端正な顔立ちの偉丈夫である。1066年生まれで、元々は敬虔なキリスト教徒の騎士だった。戦闘に際しては長剣を振るい、追い込まれると全身が鱗のように硬質化し驚異的な防御力を発揮する特殊能力を有する。1098年、第1回十字軍のアンティオキアの戦いに従軍し奮戦するが、戦後に味方の裏切りにより処刑されてしまう。死の直前に吸血鬼体質に目覚めて生き延び、以来人間と決して相容れる事無く歴史の闇から人間を狩り続けてきた。ヴィルマを初対面時に退けて以来妻に迎えている。小惑星衝突により人類の文明が崩壊して以降は生き残った血族の長として流浪の旅を続けるが、人間との対話を望むヴィルマと最終的に決別、戦闘に突入。剣撃はおろか眼窩や耳孔への銃撃までも耐え切る異常な強さを見せるが、数十年ぶりに差した日光に怯んだ隙に胸に剣を打ち込まれ死亡する。
ジャッコ
中背で中年の姿の吸血鬼。設定上はスペイン人であり、戦闘では拳銃やライフルなどを用いる銃器の達人。主要銃は樹脂素材を多用しているグロック17で、装備理由の一つは寒冷地でも皮膚が張り付かない為である。実力・威容に勝るヴィクターに従ってはいるが、野心は高い。人間と対話を持とうとするヴィルマを裏切り者として処刑しようとするが、敗れて死亡する。
モース
長身巨体、褐色の肌を持つ吸血鬼。盲目だが、並外れた聴覚と嗅覚を特殊能力として持つ。仲間思いの性格で、ヴィクターを「ボス」、ヴィルマを「奥方様」と呼んで付き従う。武器は鉄骨とコンクリート片で構成された巨大な棍棒。アーサーの弓による奇襲を受け殺害された。
ザポルスカ
全身を包帯で覆った小男の吸血鬼。脳腫瘍を患っているため時折記憶錯誤があり、既に死んだエリザという娘をよく想っている。武器はナイフ。人間の策にはまり、食物に毒を盛られて殺害された。

### ザレム
ルゥ・コリンズ
ザレム「地上監察局」のオペレーター。
「TUNED」の工作員であるガリィにとって、ザレム人の数少ない理解者。ドジっ子な所があるが仕事には真面目で熱心、様々な支援を通してザレムの遣り口に疑問を抱き始め、自分自身の立場を危うくした。追放者イドを除いてガリィが唯一心を許したザレム人として友情すら抱いていたが、余りに地上人に肩入れし過ぎてしまい、地位を追われる結果となった。
「銃夢」版では無事救出されたが、LOでは脳チップまで分解解析されて死亡した。しかしイニシェーションで摘出された生身の脳がイェールに運ばれた事実が判明、ガリィがイェールに上がる動機となった。
ZOTT二回戦の最中インキュベーターへの潜入ミッションを敢行。辿り着いたインキュベーター内の「アルゴ・ネイヴィス」にダイブして発見される。S・ノヴァとの取引でPボックス内のガリィの脳とトレードされ100号が預かっていたがZOTT決勝後、ロボアジールの騒乱を経てインキュベータに収容されたザレム人やガリィ（生脳）に先んじて再生された。
ノヴァX（ノヴァテン）
ノヴァ再生用のナノマシン「ステレオトミー」によって再生した「10番目のノヴァ」。再生後はプリン製造ナノマシン（どんなものからもプリンを製造することができる）を使った脅迫と地上との通信回線の確保、LADDERとの交渉を請け負うとした説得で独立国家になることを宣言するなど比較的穏便に活動している。
ポタ・ノヴァからの連絡を受けてガリィたちに協力するがトラブルメーカーなのは変わっていない。ザレムにやってきたケイオスたちを相手に殺人ゲームを仕掛けるが、デコイ・ノヴァ（再生する囮として能力を劣化させたノヴァ）に助けられたイドによって取り押さえられ、再生しない様に凍結保存された。
デコイ・ノヴァ84号
「ステレオトミー」のデコイプログラムで量産された「劣化型のノヴァ」の一体。デコイたちはノヴァXの手頃な解剖実験体とされていたためか、オリジナルよりも良心的な人格を持つ。殺人ゲームに巻き込まれたイドを手助けした。

ジム・ロスコー
ザレムに住む少年。天才的な頭脳の持ち主で、地上から帰還したノヴァの元で研究を手伝っていた。ノヴァが脳チップの秘密をザレム人に暴露して暴動が発生してからは、未成年のグループのリーダーとして活動し、ガリィにも味方になるようけしかけた。医療監察局の工場にて自らの出生の秘密を知り、怒りに任せて密かに製造していた巨大ロボット「サチュモド」を起動するが、その直後に敵の攻撃で死亡し、遺体はサチュモドの分子崩煙で分解破棄された。生前、サチュモドに自らの記憶情報を組み込んでおり、死亡後もサチュモドとして暴れた。その後、ガリィとの死闘の末に敗れ去るが、最終的には破壊される事なく眠りにつく。
ノーラ・ラファルグ
ザレムに住む少女。ノヴァが脳チップの秘密をザレム人に暴露して暴動が発生した際に両親は発狂して自殺。他の狂人に襲われかけた所をジムたちに救われた。その際に脳をチップに交換された大人たちは「人間ではなくモノだ」と割り切ろうとしたができなかった。
暴動終息後はサチュモドの中で眠りに就いたジムに代わり未成年グループのリーダーを務める。極めて常識を重視するタイプでのんびり屋のパムや非常識の体現者ノヴァXとは相性が悪い。バレリーナ志望らしく、ZOTT決勝戦の結果如何で自分たちが「空手家」にされるというパムの予想を聞いた時は本気で嫌がっていた。
パム・マハン
ザレムに住む少女。少々天然が入っているのんびり屋でルゥに似た面持ちを持つ。ルゥと同系のDNAモデルを持っている。
マージ・マハン
ザレム人。パムのCCM（チャイルド・ケア・マネージャー。ザレム社会における親権者）でノヴァが脳チップの秘密をザレム人に暴露して暴動が発生してからも正気を保ち、同様な大人たちのリーダーとして指揮を取っていた。
ディビット・フランク
ザレムに住む少年。ジムや仲間たちとM.I.B.メディカル・コアに向かうが同様にやって来た大人たちに殺される。ジムを頼りにしつつも「他者に対して利用価値しか見出さない」ジムを気味悪がっていた様子。
ケイシー・ロスコー
ザレム人。ジムのCCMに当たる人物だが、天才肌でインナー的なジムとはそりの合わないスポ根オヤジ。本人は正気なつもりだが、現状を理解せずM.I.B.の機能を都合よく復旧し、欲望のまま殺戮を続けようとした。最期はサチュモドになぶり殺しにされる。

### クズ鉄町・地上
ケイオス
ノヴァの息子。サイコメトリー能力を持つ元ラジオスター。普段は生身の虚弱な青年に過ぎないが、有事には愛刀から剣豪「立花竜鬼斎」の技・戦国太刀を再現し、その戦闘力は並みの武装サイボーグを凌駕する。
地上とザレムを繋ぐ「ザレムの塔」を建設するべく闇ブローカー・ベクターの許を訪れ青写真を見せるが、「言葉など信じない。この街の底辺を這いずり回って一年経ってからも同じ事が言えるならやってみろ」と特製の枷を付けられて放逐される。一年後、憔悴しきった状態でベクターの許に向かうが、飛来した紙飛行機からガリィの思念を読みとり復活。「夢を見た罪はそれを果たす事でしか購えない」と啖呵を切って協力を取り付ける。
計画を進めつつ、ノヴァXの開いた回線を使い地上とザレムのつなぎ役をしていたが、イド、フォギア、マージ、コヨミ他と共にザレム・イエールに向かい、軌道連合政府との交渉も行う。
ベクター
クズ鉄町最大の勢力を誇る闇ブローカー。ファクトリーからの横流しや非合法品の売買で財をなした悪党。辺境の寒村から9歳でクズ鉄町に根を下ろし、40年間生き抜いた才能「目を見ただけで相手の言葉の真贋を見分ける」を持つ。
それゆえに「言葉」や「夢」などといった上辺の綺麗事を信じないリアリストだが、本当の気概を持った「野心」には投資する柔軟性を持っており、ケイオスのパトロンとなる。
ZOTT決勝の放送時には、クズ鉄町の住民に分かりやすくするためトトカルチョを催し、自身はケイオスと将来の実権を賭けるなど中々に良い関係となっている。
コヨミ
クズ鉄町のバー「カンザス」オーナーの一人娘。登場当初は泣くことしかできない赤ん坊だったが、後に快活でしっかりした性格に育つ。実の娘ではなく捨て子だが、成長したコヨミは後に意外なところでガリィと再会する。イドやザパンは「カンザス」の常連だった。ガリィが彼女の命を助けたことも一度や二度ではなく、縁浅からぬ関係である。
バージャックの乱に参加するが、電によって生き残る。終息後は飲んだくれた父親の面倒を見ながらビュイックの形見のカメラで記者を志す。
イド・ダイスケ
地上世界において食料を中心とした各種物資を生産しクズ鉄町のファクトリーに送る「農場（ファーム）・21」でサイバネ医師を営む青年。前作においてジャンクの山で眠っていたガリィを発見し、蘇生させた名付け親でもある。
ノヴァと接触した際にバーサーカー体で暴走したザパンに殺害されるが、ノヴァの手で蘇生された。その際に「ザレム人の秘密」を明かされた事で自身の正気を保つために秘密を知った時点より前の記憶を消去した。
リベットによるバージャック復活騒動の後、フォギアと共に動力用の原子炉SLがメルトダウン事故を起こした責任を取らされそうになるが、自身の世話になった馬借町民の手で脱出する。その後、花崗岩堂を経てクズ鉄町にてケイオスたちと共にザレム、イエールに赴く。
ザレムではノヴァⅩのデスゲームを突破した際にノヴァから過去の記憶のバックアップを保存したナノマシンカプセルを渡され、決意のもとに飲み下し記憶を取り戻した。
ケイナ
イドの助手を務めるサイボーグの少女。「カポエラ」の使い手で、看護婦ながらけが人を増やしてしまう事が多々ある。戦闘用のボディではない為、装甲化されたサイボーグ相手だと分が悪い。
イドに出会う以前はノヴァのラボで働いていたが、日々いつ自分が実験対象にされるか戦々恐々の毎日だった。リベットによるバージャック復活騒動の際にイドに記憶消去前の遺言を記録したディスクを返す事を決意したが、襲撃してきた三人兄妹の複合サイボーグ（ラボ時代に実験台にされるのを見捨ててしまった）と相討ちとなった。
フォギア・フォア
かつてガリィがGIBエージェント「TUNED」時代に知り合い、将来を約束した恋人。生身の人間ながら「対サイバネ骨法」の使い手で彼の使う「徹し」はサイボーグの装甲を貫通し、生身の脳を破壊する（理論的には周破衝拳と同じ）。
故郷である漁村「アルハンブラ」にてガリィを待っていたが、流れの商人が持ち込んだガリィの銃（TUNED専用でロックが掛かっている）を見つけた事からガリィを探す為に再び旅立つ。
馬借町で正体を隠しガリィの振りをしていたGR-4とそれを追っていたゼクスに出会い戦闘となるがアンドロイドであるゼクスには「徹し」も通用せず右腕を失った。破壊されたGR-4と共に川に転落、ファーム21に流れ着き、イド、ケイナと出会う。リベットによるバージャック復活騒動の後、イドと共に動力用の原子炉SLがメルトダウン事故を起こした責任を取らされそうになるが、イドの世話になった馬借町民の手で脱出する。その後、花崗岩堂を経てクズ鉄町にてケイオスたちと共にザレム、イエールに赴き、ガリィ（生脳）と再会する。
Dr.リベット
元バージャックに所属していたサイバネ技師。おもちゃの様な義体に顔面をリベットで貼り付けた性質の悪い冗談の様な姿。「自分リモコン」を使い、脳内物質を制御してセルフコントロールをしている。
その姿にまごうことなく人格は破綻しており、手前勝手な妄想を信じ込んでイド、ケイナ、フォギアを「ノヴァと二人の助手」と言うデマを広めてしまう。
アルムブレスト
元モーターボール第二リーグチャンピオン。ZOTT決勝戦の中継放送をアジャカティと共に見守っていた。
ザレム下降でクズ鉄町もモーターボール興業も崩壊する中、自警団「チェンソー団」を組織して暴動の鎮圧に当たっている。

### その他
スーパーノヴァ
ガリィ達と共にイェールに進入し、ムバディに捕らえられたノヴァ(ノヴァII)が、後にムバディ側に寝返って復活した存在。頭には脳チップが2つ組み込まれており、髪はアフロヘア、笑い方もノヴァ独特の「キャハハハハ」から「ギャハハハハ」に変わっている。更にハッキング能力「電脳斬刻（オムニ・コンセクトゥム）」を実装しており、これで1度はガリィを完全に粉砕した。その後、ツアィクを貰い受け火星に向かう。
イェールのオービタル大学より名誉博士号を授与され「S・ノヴァ博士」と名乗っているが、本来は観察者であるノヴァとアプローチの方法が違いすぎて同じノヴァからも危険視されている（エルフ、ツヴェルフからは「教授のパチモン」と言われた）。
ペイン大佐
レヴァイアサン１の戦闘解放区で児童歩兵スクールの管理をしていた男。非常に冷血な性格で、子供をゴミ同然に扱っている。その発言がガリィの逆鱗に触れ、一瞬で倒された。しかしその後もガリィが苦悩するシーンで心の迷いを掻き立てる存在として度々登場する。やがてガリィの意識界で具現化するに至り、最期は呑破に別次元へと連れ去られた。
Dr.ジャン・ヴァレス
GENE計画（後述）によって生み出された天才科学者の1人で、ナノマシンテロによって合計2千万人以上の命を奪った史上最悪の犯罪者。彼のテロによって、水星は生物が全く住めない状態に成り果て、放置されている。冥王星でムバディに追い詰められ、その際自らの脳チップを移植するようムバディに提案した。現在、ムバディの頭の中の脳チップの1枚は彼のものである。
レム・レイ
レヴァイアサン1の戦闘区画「コンバット・チェンバー」にある野戦病院で（既存の義肢に合わせる為の）切断手術を専門に行う医師。「ウィーゼル」時代のピングの恋人。メルキゼデクにアタックし、ムバディに敗れて瀕死のダメージを負ったピングを救命する為にポタ・ノヴァが呼び出した。
物語終盤で宇宙天使隊ピットクルーでもあるヤニの姪であることが判明した。
J・ゲルランボー（ジャック・ゲルランボー）
放送局「コンバットTV」に所属するアナウンサー。ZOTTの実況を行うノリの良い男。
ヘジオア・ホッパー
コンバットTVのZOTT実況に際して解説役を務める格闘技研究家。様々な格闘技はもちろん兵器や最新のサイバネ技術にも精通している。日頃から宇宙服を着用しているが、宇宙時代のサイボーグ格闘家の戦いは会場を破壊してコロニーの気密を破ってしまう事も多々ある為。
フラウ・X（フラウ・イクス）
火星オリンポス宇宙港奪回作戦でザジが接触した機甲術の使い手。ザジを完全に圧倒するが、ガリィ（陽子）に関するカマ掛けに反応して殺すのを断念、代わりに時限炸裂式の「伏打」を仕込む。シルエットからエーリカとの関係が示唆される。
アノーマリー
ZOTT水星代表。Dr.ヴァレスのためにナノマシン地獄と化した水星から自然発生した擬似生物で、その姿は人間のカリカチュアを成す（どうやって出場登録したかは謎）。宇宙空手連合軍と対決し、不死に等しい回復力と男根からの高出力レーザー「リビドー砲」で刀耳を苦しめるが、絶火の援護により体内で多数の衝撃波を起こされ、完全崩壊した。

## 作中の用語
作中、特に文明崩壊編から宇宙時代の幕開けに至るまで人類を指揮した独裁者アーサー（ヴィルマの古い知人）にちなみ、LADDER関係の用語にはアーサー王伝説にちなむ固有名詞が多数含まれている。

### 地名
クズ鉄町
ザレムの下に広がる、ザレムから排出されたゴミのリサイクルで成り立っている小都市。同時に地球の地上各地から供給される物資をファクトリーで精製・加工して製品としてザレムに供給しているコンビナート群でもある。一度体と記憶を失ったガリィが名と体を与えられ育ったところであり、『銃夢』前半の主要な舞台となる。このためガリィの第二の故郷ともいえるが、LO作中では回想のうちに僅かに上るくらいである。なおLADDERの公式見解として地球の地表はほぼ壊滅して人の住めない地域とされており、当然クズ鉄町の存在は「無いもの」として考えられている。
ZOTT決勝時のザレム降下によって起きた被害後は壊滅したファクトリーに代わってケイオスとベクターによって仕切られていた。
ザレム
物語序盤の主要な舞台で、作中時点では都市に住む大人全員を巻き込んだ暴動と、これを鎮圧しようとロボットで大量殺戮を行う医療監察局（M.I.B.）、更にこの両者の衝突に巻き込まれた子供たちの武装化によって混迷、M.I.B.の暴走がノヴァの助手であった少年のジム・ロスコーのハッキングによって食い止められたが、オフラインで殺戮モードのまま徘徊するM.I.B.のロボットは生き残りを殺し続ける無政府状態に陥っていた。ガリィの活躍とノヴァの介入によってジムの遺した巨人兵器「サテュモド」による破壊が食い止められた後に、「たとえ脳がチップに変えられていようとも人間は人間」として正気を取り戻した大人の一行と子供たちの集団との和解が成立、再建の道を歩むことになる。しかし後に現地に散布されたノヴァ再生用のナノマシン「ステレオトミー」がノヴァ・X（テン）を再生、プリン製造ナノマシン（どんなものからもプリンを製造することができる）を使った脅迫とLADDERとの交渉を請け負うとした説得で独立国家になることを宣言するなど、細かい混乱も引き続き発生している模様。LADDERとは断絶状態にある。
ザレム人はDNAデータバンクにプールされたデータから人工子宮で育成・誕生し医療監察局（M.I.B.）が選定した男女に預けられる。この疑似家族をCCU（Child Care Unit）、保護者役の疑似親族をCCM（Child Care Manager）と呼ぶ。この様な事情から市民には遺伝的な親子・兄弟に当たる「赤の他人」が存在する為、ザレム人は発生段階で生殖機能を除去されている（性交は可能）。
ZOTT決勝時のオニオン・フレームがパージされた際のバランス調整で地上に向けて降下し、直下のボタ山に接触、それによって地上からケーブルカーを敷設したことで最下層のダストチェンバーからザレムに入れるようになった。ザレム人を始めとした脳をチップに換装された人間はロボアジールのロボットたち（+宇宙文明人）からは「同類（ロボット）」として扱われている。

### 組織・団体
ロボアジール
メルキゼデクにハッキングを仕掛け失敗、逃亡者となったピングが宇宙都市イェールに寄生し共生関係にあるロボット群に手慰みに知性を与えたことで発生した「ロボットの王国」。表向きは他に知られていないが、各々が自由意志を持ったロボットたちは「イェールを整備し機能させる」という仕事以外に気ままに生活しており、そこでは賭け事などの遊びもみられる。長い間、ピングを表の世界から覆い隠すヴェールとなっていたが、ピングとガリィたちとの出会いでピングが再び表の世界に出て行くことに成り、取り残された。王は「ランダ・ナムナム」という知能に特化したロボットで、メルキゼデクを崇拝している。後に精神崩壊により存在を失いかけたガリィを助けることになる。
児童歩兵スクール
作中世界では不老化技術により、処置さえ受けられれば寿命も無く生き続けることが可能となっている。このため、人口増加は深刻な社会問題を通り越して、子供を生み育てることも、そして子供の存在すらも違法とされている。こういった子供たちは、不要物として処分されるか、実弾演習に準じた戦闘ゲームで殺し合いに参加させられるしかない。児童歩兵はその中で僅かばかりの兵装を与えられ、演習場に放たれる「生きた標的」であり、児童歩兵同士がポイントとなるフラッグをめぐって殺しあうことも珍しくは無く、その生存率はほとんどゼロに近い。ザジはこの数少ない生き残りの一人である。また、これに反抗して活動している者も存在し、その1つとしてガントロールが登場する。

### 機械や装置・技術
機甲術（パンツァー・クンスト）
火星古武術（マルス・クリーグ、マーシャル・アーツ）と呼ばれるサイボーグ用の身体操作技法を含む戦闘体系。火星植民時代初期のes.290年代（2246-2256）にティーガー・ザウエルによって創始され、ザウエルの高弟5人（マウザー、シュナイダー、ゴッセン、他）が火星・マリネリス峡谷西部「夜の迷宮（ノクティス・ラビリントス）」に作った修行用コロニー「グリューン・タール」にて伝承されていた。
対サイボーグ戦を想定した最初の格闘術と言われており、0G環境下での身体機動や各種武器術も組み込まれ、前述の「火星古武術」の名に恥じない伝説的門派。機甲術使い（キュンストラー）はその技量に応じて「初心者（アンフェンガー）」「熱心者（ツェレター）」「門弟（レーアリング）」「戦職人（ゲゼレ）」「戦士（クリーガー）」「上位戦士（ヘーア・クリーガー）」「達人（マイスター）」「被免達人（アデプト）」「長老（エルトメイスト）」の9位階に分けられている。
テラフォーミング戦争期（es.316年～）。イェールに対する破壊工作が発覚し、es.387年（2343年）に設立されたLADDER議会の決議によってグリューン・タールは解体され技術情報も公開され消滅したとされる。公開された情報は超電磁空手やアハトマスターデなど、多くのサイボーグ格闘術に取り入れられている。
周破衝拳（ヘルツァハオエン）
機甲術の代表的な打撃技。義体内部のアクチュエーターから発生させた100Hzを超える振動波を拳から打ち込み、対象の内部から破壊する。作中の時点では「オシレーション・パンチ」とも呼ばれて一般化しているが、機甲術には「周破衝針（ヘルツァナーデル）」「周破崩拳（ヘルツァファレン）」など、更に高度な打法が存在する。

業子力学（ごうしりきがく）
概念上の情報素子「業子（カルマトロン）」によって説明される情報理論。ノヴァの持つ技術の根幹をなし、彼が作り上げたナノマシンが暴走もせずに制御下にあるのはこの理論を応用しているため。イマジノス体や大気中のノイズ情報からノヴァ自身を無限再生するナノマシン「ステレオトミー」など微視（ミクロ）レベルの理論は完成に近付いている。
現在進めている「巨視（マクロ）レベルの理論」は運命を科学的に解き明かすと言うもの。
ステレオトミー
ノヴァが作った自己再生用ナノマシン。命名はノーラ。大気中に散布され、指定された個体の活動が停止すると大気中のノイズから読みだした情報に従ってバックアップされた時点の記憶と肉体のみならず、身に着けていた衣服や小物まで再生する。周囲の物質を分解して再構成するため、一週間ほどの期間が必要だが、あらかじめ材料となる物質と分子サンプリングデータが揃ってさえいれば、同じ理屈で再生槽を用いて数時間で同様の再生も可能。
イマジノス体（イマジノスボディ）
今作冒頭において、ディスティ・ノヴァが製作し、ガリィに与えたサイバネティクスボディ。
バーサーカー細胞をモデルにして不安定要素を排除し、持ち主の意志に応じて無限のバージョンアップを可能とする。
一度S・ノヴァの電子攻撃を受けてボディが崩壊するが、アーサーの呼びかけにより復活。その際に「ファタ・モルガーナ」と融合、ツングースカのワームホール炉を取り込んだ『イマジノス2.0』となる。ZOTT決勝戦の最中、木星の画策した作戦「ガラスの猫」によって意識のみ木星に引き寄せられボディが大破するが、邪魔をした連中に逆襲した後にメルキゼデクとユピタンの力を借りて復活『イマジノス2.1』にVer.upする。

サチュモド
ジム・ロスコーがM.I.B.の自動工場で作りだした怪物。イマジノス細胞を参考にしたマシン細胞で構成されており、非常識なまでの強度を誇る。ボディから発生させたナノサイズのトゲで物質の分子結合を解いてしまう「分子崩煙（モリオン・オミクレー）」で触れたモノを塵に変えてしまう。
フィジロイ体（フィジロイボディ）
サイバネ技師・ヤニが開発したサイバネティクスボディ。作中ではゼクス及び絶火が使用している。
体内に高比重物質『ポリティン・ゾル』を循環させる事で高い恒常性維持機能があり、極めて強力なパワーと耐衝撃性能を持つ。意図的にそのバランスを崩す事により、半径2kmが射程圏内と言う「遠当て（エクスパンドパンチ）」や「爆縮パンチ」を可能とする。
更に絶火は、このポリティン・ゾルを体内で相転移・プラズマ化することにより「静止していながら超音速に達する」という、ヤニすら予想しなかった術理を考案し、飛躍的な性能の向上を見た。後にゼクスも体得している。
D-リッパー
GENE計画によって生み出された天才科学者の1人、Dr.メスフィールドが開発した装置。「万物理論」に基づくＤ理論を証明するフリーエネルギー装置とされたが、周囲の人間の意識に感応して変性意識状態を引き起こす事からその存在を抹消された。
ステルススーツ
LADDER議会直轄部隊「NEW ORDER」所属の兵士などが使用している特殊スーツ。パワーアシスト付きの宇宙服としての機能から名前の通り光学・電磁・赤外線・音響などのステルス機能を備える。政府機関の装備とは言え、裏から手に入れる方法は存在し、イェールへの潜入ミッションの際にはガリィも使用した。
センサーを装備したインナースーツを着る事でスーツを個々人の体型にフィッティングする「パーソナライズ」を行う事が出来る。ZOTT以後に混乱するイエール内で活動する為にレム・レイもスーツを使用していたが、インナースーツが手に入らなった為か正確なパーソナライズが出来ず、窮屈な思いをしていた。
ユナニマス・システム
イェール人に施されている『脳内治安システム』。イェールの住民らは脳内にナノマシン『調停機』の埋め込みを義務付けられ、争いなどを好まないよう思考誘導されている。このため無意識化にストレスが溜まり易く、それを解消するためにザレムから吸い上げた「人間の脳」を使ったネットワークシステム『インキュベーター』がありルゥの脳もここに収容されていた。
調停機（ピースキーパー）
イェール人に埋め込みが義務付けられているナノマシン。表面的には無線でメルキゼデク・ネットにリンクし、膨大な情報を利用可能なマン・マシンインターフェースとして利用されている。
だが真の機能はシナプスレベルでの「遵法制御」である。調停機は脳内シナプスの反応を随時監視し、反社会的、犯罪的な反応を検出すると苦痛中枢を刺激し、その逆の場合は快楽中枢を刺激する。埋め込まれて一年ほどで条件反射レベルで法を守る様になる。このシステムの長所は本人が自由意志を制限されているとは自覚できない点である。同時に欠点として調停機を埋め込んでいない第三者から嫌味な事を言われるとどう対応して良いか解らず混乱状態になってしまう。
ピングはロボアジールに隠遁中、ハッキングでユナニマスを無効化したことがあったが、外的に感情を揺り動かす物がない状態では何の意味もなかった。そこでピングは事前にウィルスを仕込み、ZOTT決勝の結果が出るのに合わせて調停機の機能を停止、同時にムバディのアンフェアな行いをリークした。試合の結果を無かったことにしようとした上に、反対したヤジニーク議長を殺害する現場を見せられたことで激昂したイエール人は感情を抑えることが出来ず暴動を起こし、イェールの生命維持機能まで破壊しかけた。
また、イェール人以外でも調停機を埋め込む事で税金の免除などと言った特典を受ける事が出来るが、前述の事柄は知られており希望者は少ない。
インキュベーター
ザレム人から回収した脳が集積されている区画。『調停機』の埋め込み、脳を制御しても一つ一つの細胞から発せられるノイズの様な信号、それらの集積した無意識下にストレスが溜まり易く、それを解消するためにザレムから吸い上げた「人間の脳」を使ったネットワークシステム『インキュベーター』があり、休眠状態にある住民のストレスのはけ口に利用されている(これらを総じて「ユナニマス・システム」と呼ぶ)。
イェール人が睡眠状態に入るとインキュベーター内の仮想世界『アルゴ・ネィヴィス』にアクセスし、調停機の遵法機能は停止する。ZOTT決勝におけるムバディのアンフェア行為に怒り狂った市民による暴動後、その実態が明らかとなり秘密裏に処理されそうになるが、ロボアジールを支配した100号にイェールを掌握された後、ゼクスによる鎮圧とイド・ダイスケの口利きでインキュベーター内部の人間が順次再生されることとなった。

メルキゼデク
未来予知をする量子脳シミュレーター『マーリン』として開発され、現在は軌道リング・システムを管理する中央電脳。だがその実体は量子サーバを基幹にインキュベーターを量子脳接続装置として使用し、全人類の脳を構成要素として成り立つグリッドコンピューティング。
正しく使用すれば直面した問題に対して最も効率的な回答を得られるが、現在は「ユナニマス・システム」によって管理された思考から「支配者に都合の良い回答」が導き出されている。今作における非常に重要なキーワードであり、一部はこのメルキゼデクを巡ってストーリーが展開する。前作「銃夢」にも終盤から名前が登場しており、この時から構想があったことがうかがえる。
アーサー
メルキゼデクに存在する25のユニットのひとつでかつての王、アーサー・ファレルの人格をエミュレートした存在。

ファタ・モルガーナ
一度壊滅的に文明後退した後、再び宇宙への進出を果たした人類の指導者アーサーから託され、ヴィルマが保有していた光子メモリー電子媒体の一種。LADDERの中核をなすコンピュータシステムにして作中世界全体に影響力のあるメルキゼデクの失われたキープログラムが記録されており、このため電脳世界に対しては無制限にアクセス可能となる作中最高レベルのプロテクト破りとして機能する。名の由来はモーガン・ル・フェイから。
司るモノは女性原理を象徴する「反権力」や「情動」。
エクスカリバー
アーサー・ファレルが持ち、その後継者たちが継承していた本来の「マスター・キー・プログラム」。政争の果てに複製を試みた結果永遠に失われてしまった。
司るモノは男性原理を象徴する「権力」や「論理」。
ユピタン
木星に設置されている量子収束観測機でメルキゼデクと同規模の能力を持つ巨大電脳。木星人の意識を反映しているためか、非常に尊大な性格で自分を作った木星連邦も見下している。

### その他
宇宙暦
宇宙世界で使われている標準暦。人類初の人工衛星「スプートニク1号」が打ち上げられた西暦1957年を元年とする。正式に制定されたのはes.127年（2083年）。
地球の公転周期を基準とし、「es.（Era Sputnik）」と表記する。
作中の現在はes.591年（西暦2547年）である。
ZOTT
「森羅天頂武闘大会(Zenith Of Things Tournament)」の意。LADDER主催で行われるトーナメント形式の総合格闘試合。優勝者には独立自治権が与えられるが、実はこれこそがLADDERの陰謀で、自治権を求めて参戦してくるお尋ね者、不穏分子を殺し合わせる事が大会の裏の理由なのである。またベスト4まで上り詰めたチームは、永久シードを持つ木星チーム、金星チームと戦う事になっているが、今まで行われてきた全ての大会でこの2チームに勝ったチームは存在せず、不穏分子を潰すというLADDERの思惑通りになっている。同時に、毎回決勝戦で当たることになる金星と木星のチームにとって、ZOTTは威信をかけた擬似戦争であり、それぞれ国をあげた大プロジェクトによってチームを作っている。
主要ルール
- 1 チーム5名までの勝ちぬき戦。一試合に全員同時に参戦するのも自由。
- 武器の使用制限は無し。ただし弾薬・爆薬はチーム全員の合計体重の5％までとする。
- 選手の身長は5cm以上50m以下、体重500t以下である事。
- 生身・サイボーグ・ロボットの如何は問わない。ただしロボットの場合、自立型である事。試合場外からのリモートコントロールは認めない。
- 一試合の制限時間は60分。敵チーム全員を戦闘不能にするか、降伏させる事で決着とする。
- 上記のルールに従う限り、試合でのいかなる行為も制限を受けず、また相手を死亡せしむる場合も、何ら咎を受けぬものとする。

GENE計画
正式名「遺伝子工学的特異知性養成計画」。LADDERの、言わば「実験棟」であるザレムにおいて、新生児を生みだすシステムに干渉し計画的に天才を作り出す計画。ムバディは、こうして作られたわずかな天才の中で、イェールまで到達した者の脳チップを奪って自分の頭に移植している。ノヴァはこの計画で作り出された存在であり、長きに渡り葛藤してきたことが明かされている。ヴァレスもこの計画で作り出された。また、ジム・ロスコーもその1人であり、この事実を知ってしまったために世界に絶望することとなった。
しかし、Dr.ヴァレスのナノテクノロジーやDr.メスフィールドの「D-リッパー」、ディスティ・ノヴァの「業子力学」など大幅なブレイクスルーを成し遂げる発明もある。